# …y también poemas
…y también poemas es un libro de poesía escrito por Roberto Gómez Bolaños. Fue publicado en 2003 bajo el sello Punto de Lectura. Su ISBN es 
9789707310131. Tiene ciento cincuenta y dos páginas.
Sus poemas poseen métrica, ritmo y rima. Están escritos en décimas, romances o sonetos. Algunos de los títulos que se incluyen en este libro son Versos antiguos, Octosílabo perfecto, Florinda, Yo no puedo ser poeta, Los Quijotes, Facilidad de palabra, Monumento a los héroes, El himno, Los críticos, El teatro de la vida, Los triunfadores, El público también fracasa, Erótica, Mi mejor amigo y Ensueño.
Las ilustraciones de la obra son del propio autor. Estas incluyen a un payaso, unos jugadores de fútbol peleando el balón, Jesús cargando la cruz, el paisaje de un riachuelo, el Chómpiras y la Chimoltrufia, entre otras.